# New York New York Tower
La New York New York Tower es un rascacielos de 228 m de altura y 46 plantas situado en Chongqing, China. Su construcción comenzó en 2002 y finalizó en 2004. Contiene oficinas, comercios y un aparcamiento de coches. Su diseño se inspira en los rascacielos art deco de Nueva York, especialmente el Edificio Chrysler. Sus rasgos arquitectónicos más destacados son su corona, su aguja y sus detalles art deco. Fue promovido por Ying Li International Real Estate, una de las promotoras de edificios de oficinas más importante de Chongqing. Fue nombrado por los internautas, junto con Future International, como uno de los "10 hitos arquitectónicos de Chongqing durante los 30 años de reforma y apertura"